# Maria Beatrice de Savoia
Maria Beatrice de Savoia (Maria Beatrice Vittoria Giuseppina; 6 decembrie 1792 - 15 septembrie 1840) a fost prințesă de Savoia prin naștere și ducesă de Modena prin căsătorie.